# Cineclube do Porto
O Clube Português de Cinematografia, ou Cineclube do Porto, localiza-se na Rua António Cardoso, 175, no Porto.

## História
Este cineclube foi fundado, em 13 de abril de 1945, por Hipólito Duarte e um grupo de jovens entusiastas, donde se destacavam Fernando Lavrador, João David, Jorge Tavares, Manuel Ferraz, António Lopes Fernandes, entre muitos outros.
As finalidades do clube eram defender o cinema em geral e o cinema português em particular; publicar um boletim; realizar sessões exibindo filmes de interesse cine-clubista e tendentes a dar uma boa formação cinematográfica aos associados; e formar uma escola de cinema.
O clube não tinha fins religiosos ou políticos e cobrava uma quota mensal de 2$50 (considerando o efeito da inflação, equivaleria em 2007 a cerca de 0,94 €).
No dia 5 de maio do mesmo ano da fundação, saía a primeira notícia nos jornais. Em A Tarde, do Porto, lia-se: "Fundou-se no Porto, o Clube Português de Cinematografia, que tem delegações em Lisboa e Coimbra, e se destina a desenvolver o gosto pelos mais sérios problemas da cinematografia. É seu director, Hipólito Duarte".
O cineclube hoje ainda existe e é um dos maiores do país.